# Naturraum
In der physischen Geographie versteht man unter Naturraum eine durch messbare Parameter der Geofaktoren Klima, Relief, Wasserhaushalt, Boden, geologischer Bau und Biosphäre charakterisierte Einheit des geographischen Raumes. Der sehr ähnliche geographische Begriff der Landschaft wird teils in identischer Bedeutung verwendet, teils auch differenzierend, indem „Naturraum“ allein die naturgesetzlich determinierte Komponente des jeweiligen Raumausschnittes beschreibt, während „Landschaft“ weitere (kulturlandschaftliche) Komponenten wie die aktuelle Landnutzung einschließt.
Die einzelnen Naturräume können entweder als räumliche Individuen, deren Gesamtcharakter sich in einzelnen oder mehreren Geofaktoren von den benachbarten Flächeneinheiten unterscheiden, oder als Typen, die eine gleichartige Merkmalskombination aufweisen, konzipiert sein. In beiden Fällen sind landschaftliche Einheiten von bestimmter Erscheinung und Standortausprägung sowie Lagequalität gegenüber benachbarten Flächen mit unterscheidbarer Charakteristik abgetrennt.

## Naturräumliche Gliederung
Naturräume werden in der Regel nicht jeder für sich ermittelt und abgegrenzt, sondern flächendeckend für mehr oder weniger ausgedehnte Ausschnitte der Landschaftssphäre. Je nach Auswahl und Kombination der betrachteten Geofaktoren ergeben sich Einheiten unterschiedlicher Größenordnung, die in hierarchischen Strukturen geordnet werden können. Dabei sollen Naturräume gleicher Ebene durch gleiche Parameter bestimmt sein. Ein Wechsel in der Rangstufe, also zu hierarchisch über- bzw. untergeordneten Einheiten, geht stets mit einem entsprechenden Wechsel der charakterisierenden Merkmale einher.
Die Anzahl der ausgewiesenen hierarchischen Ebenen ist variabel, desgleichen ihre Bezeichnungen. Verallgemeinernd unterscheidet die Landschaftsforschung die Maßstabsbereiche oder Dimensionsstufen topisch, chorisch, regionisch und planetarisch. Die unterste, topische Dimension wird von homogenen, d. h. nicht weiter sinnvoll unterteilbaren Grundeinheiten (Physiotopen, Ökotopen) gebildet. Die chorische Dimension meint Verbände oder Mosaike von Grundeinheiten in einer etwa dem umgangssprachlichen Begriff von „Landschaften“ entsprechenden, also für den Menschen zumeist noch in der Natur überschaubaren Flächengröße (Geochoren). Die Grenze zwischen chorischer und regionischer Dimension ist nicht scharf gezogen. Die planetarische oder globale Dimension ist die oberste, ihr Gegenstand ist die gesamte Erdoberfläche.
Über die Frage der zweckmäßigen Strukturierung oder naturräumlichen Gliederung wird bei Landeskundlern, Geographen, Biologen und anderen mit den räumlichen Strukturen Befassten schon seit der Mitte des 19. Jahrhunderts intensiv diskutiert. Gegenwärtig sind zwei Vorgehensweisen etabliert. Die ältere ist eine Gliederung im Wortsinn, man geht also von großen Einheiten aus und unterteilt anhand differenzierender Merkmale fortgesetzt in immer kleinere Einheiten. Das jüngere Verfahren der sogenannten naturräumlichen Ordnung beginnt dagegen mit einer Kompletterfassung der kleinsten Grundeinheiten und aggregiert dann anhand gemeinsamer bzw. übergeordneter Merkmale zu immer größeren Einheiten.
Naturraumerfassung und -gliederung ist oft anwendungsorientiert, geht also auf spezifische Zwecke; der jeweils vorgesehene bestimmt dabei das bearbeitete Gebiet wie auch seine inhaltlichen Schwerpunkte. Deshalb kann es für ein bestimmtes Territorium mehrere verschiedene Gliederungen geben und daran angrenzende Territorialgliederungen können inkompatibel sein – auffällig wird das etwa, wenn aneinander grenzende Kartenblätter ein über ihrer Grenze liegendes Gebiet anders benennen oder unterteilen.

### Globale Dimension
Die Landschaftsformen oder physiographischen Regionen der Erde – ihre naturräumlichen Einheiten – werden vor allem in der angloamerikanischen Literatur nach Nevin Fenneman (1916) unterteilt.
Die Grobeinteilung erfolgt in Kontinente, wobei es zwischen den einzelnen Kontinentalblöcken durchaus aufgrund etwaiger gemeinschaftlicher Vergangenheit oder ähnlicher Genese Verbindungen gibt.
Unterhalb der Kontinente als oberstem Gliederungskriterium folgen in diesem Schema Divisions, Provinces (Provinzen) und Sections (Sektionen) – entsprechend der Nomenklatur des United States Geological Survey (USGS).
In der deutschen Geographie, die sich teils vom  anglo-amerikanischen Usus fast rein auf Geomorphologie bezieht bzw. sich von der Kombination aus geologischen Verhältnissen und Topographie gestützten Betrachtungsweise unterscheidet, brachte unter anderem Ernst Neef diese Übersicht näher.

### Regionische und chorische Dimension

#### Deutschland
Das Handbuch der naturräumlichen Gliederung Deutschlands mit seinen Fortschreibungen stellt seit den 1950er-Jahren das gebräuchlichste Gliederungsmodell in Deutschland dar. Es dient in den meisten Bundesländern als Planungs- und Beobachtungsgrundlage und wird in leicht abgewandelter Form auch bei phänologischen Untersuchungen zum Beispiel des Deutschen Wetterdienstes herangezogen. Die Gliederung erfolgt hierarchisch in sieben Ebenen.

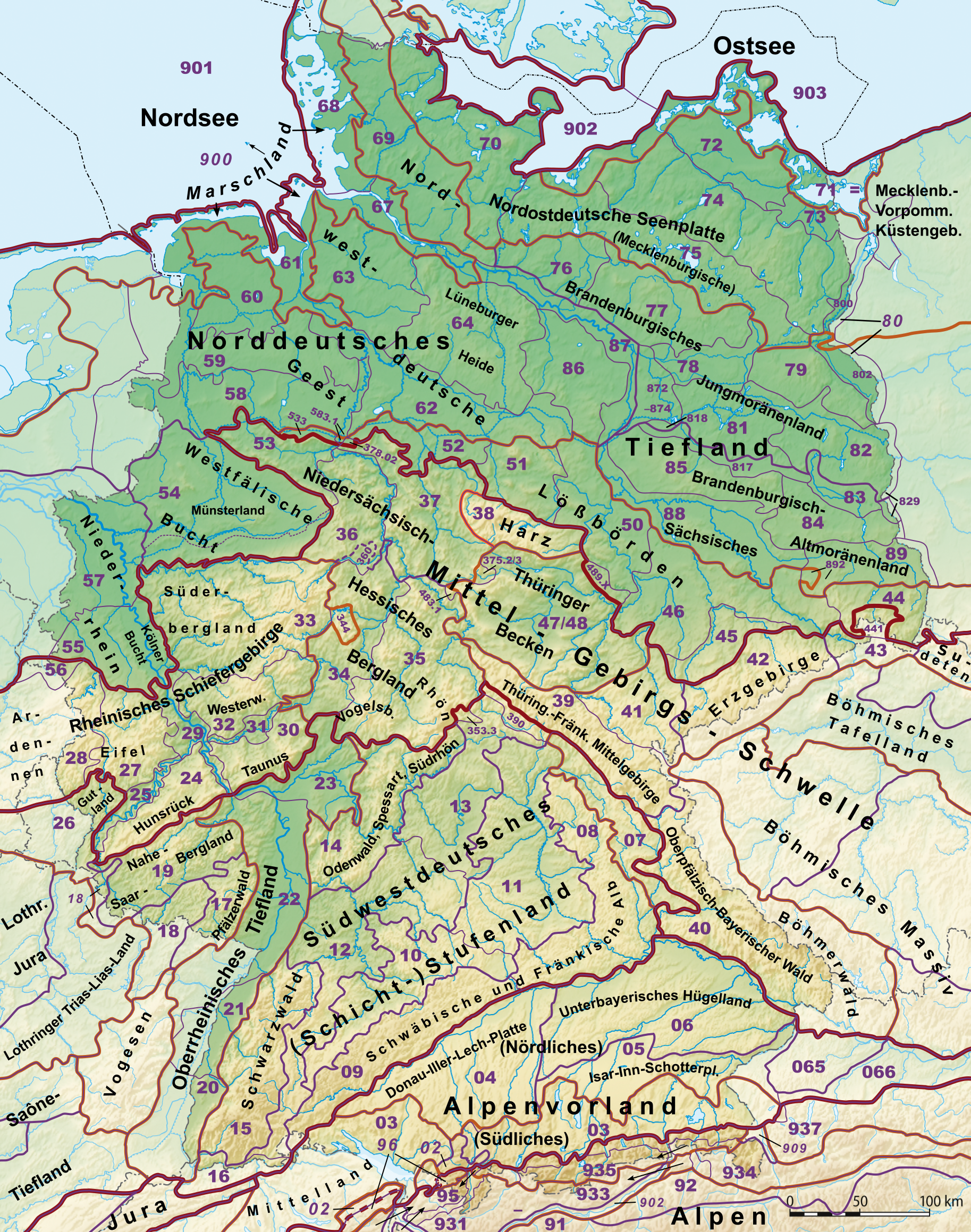
Naturräumliche Großregionen nach der Bundesanstalt für Landeskunde.
Die Grenzen der Haupteinheitengruppen entsprechen, von der Zusammenlegung einiger alter Gruppen abgesehen, noch der Kartierung von 1960 des Handbuchs der naturräumlichen Gliederung Deutschlands und sind daher im Einzelfall randständig nicht mit den erst später ausgewiesenen Großregionen 1. und 2. Ordnung kompatibel.

Die Landfläche Deutschlands hat Anteil an fünf als Naturräumliche Großregionen 1. Ordnung bezeichneten Einheiten der obersten Ebene. Nach aktuellem Stand ergeben sich durch Untergliederung dieser Einheiten folgende Naturräumliche Großregionen 2. Ordnung (vorangestellter Pfeil „→“):
- Norddeutsches Tiefland
  - → Marschland (61, 67, 68)[10]
  - → Mecklenburgisch-Vorpommersches Küstengebiet (71)
  - → Norddeutsches Jungmoränenland
(70, 72–75, N v. 80)
  - → Norddeutsches Urstromtäler- und Plattenland
(58–60, 62–64, 69, 76–89 ohne N v. 80)
  - → Lössbörden[10]
(44 ohne S, 45–46, 50–52, Teile von 58 und 62)
- Mittelgebirgsschwelle[11]
  - → Rheinisches Schiefergebirge (Grundgebirgsschollenland; 24–25, 27–33, 56)
  - → Niedersächsisch-Hessisches Bergland (Bruchschollentafelland)
    - Niedersächsisches Bergland (36–37, 53)
    - West-[12] und Osthessisches Bergland (34–35)

  - → Harz (Grundgebirgsschollenland; 38)
  - → Thüringer Becken (mit Randplatten) (Schichtstufenland; 47–48)
  - → Östliche Mittelgebirgsschwelle[10]
    - Thüringisch-Fränkisches Mittelgebirge (39)/Vogtland (41)
    - Erzgebirge (42)
    - Westliche Sudeten (43, S v. 44)
    - Oberpfälzisch-Bayerischer Wald (40)
- Schichtstufenland beiderseits des Oberrheingrabens[10]
  - → Nordfranzösisches Schichtstufenland (17–19, 26)
  - → Oberrheinisches Tiefland (20–23)
  - → Südwestdeutsches Stufenland (08–16)
  - → Oberpfälzisch-Obermainisches Hügelland (07)
- Alpenvorland
  - → Nördliches Alpenvorland[10] (04–06)
  - → Voralpines Hügel- und Moorland (03)
- Alpen
  - → Schwäbisch-Bayerische Voralpen (02)
  - → Nördliche Kalkalpen (01)

Otto Klausing bezeichnet die zweite Ordnungsstufe der naturräumlichen Einheiten als Region.
Naturräumliche Großregionen 3. Ordnung entsprechen im Regelfalle den Haupteinheitengruppen, sofern diese nicht bereits Großregionen 2. Ordnung darstellen (z. B. Harz und Oberrheingraben). Jedoch wurden sehr viel Raum einnehmende Einheiten 3. Ordnung oftmals auf zwei oder mehr Gruppen aufgeteilt, im Schichtstufenland etwa die Schwäbisch-Fränkischen Gäue (12/13), Keuper-Lias-Länder (10/11) und Alben (08/09) – im vorliegenden Falle auch aus kulturräumlichen Aspekten heraus. Das Rheinische Schiefergebirge stellt, trotz seiner Aufspaltung in immerhin 8 Haupteinheitengruppen, gleichzeitig eine Einheit zweiter und dritter Ordnung dar.
Die weiteren Untergliederungen – chorische Dimension:
4. Ordnung: Haupteinheit (dreistellige Kennziffer)
5. Ordnung: Untereinheit (dreistellige Kennziffer mit einer Nachkommastelle)
6. Ordnung: Teileinheit (dreistellige Kennziffer mit zwei Nachkommastellen)
topische Dimension (noch kaum ausgearbeitet):
7. Ordnung: Grundeinheit („Fliese“; dreistellige Kennziffer mit drei Nachkommastellen)
Singularität/Einzelform („Fliese“; meistens ohne Kennziffer)
In einzelnen Bundesländern werden alternative Gliederungen erarbeitet und angewendet. Das System der Naturräume in Sachsen beruht konsequent auf dem Prinzip der naturräumlichen Ordnung (von unten nach oben). Die Naturräume Thüringens sind auf chorischer Ebene zu Typen abstrahiert und dadurch nicht ohne weiteres mit den auf naturräumliche Individuen orientierten Gliederungen der benachbarten Territorien kompatibel.
Listen nach Bundesländern:
- Baden-Württemberg
- Hessen
- Nordrhein-Westfalen
- Rheinland-Pfalz
- Saarland
- Sachsen
- Schleswig-Holstein

Eine nur geringfügig unter biogeographischen Aspekten modifizierte Variante dieser Gliederung verwendet das Bundesamt für Naturschutz als Planungsgrundlage für das europäische Schutzgebietssystem Natura 2000. Deutlichere Abweichungen entsprechend der speziellen Schwerpunktsetzung weist die Waldökologische Naturraumgliederung Deutschlands auf.

#### Österreich
Traditionelle wissenschaftliche Gliederung:
- Vorländer und randalpine Becken:
  - Alpen- und Karpatenvorland
  - Wiener Becken
  - Südöstliches Alpenvorland
- Gneis- und Granithochland
- Österreichische Alpen
  - Nordalpen
  - Zentralalpen
  - Südalpen (wobei der österreichisch Anteil an diesem Gebirgszug recht gering ist)

Siehe Großlandschaften Österreichs

#### Schweiz
In der Schweiz ist die geographische Gliederung historisch dreiteilig:
- Jura
- Mittelland
- Alpen (→ Schweizer Alpen)

Die biogeographischen Regionen der Schweiz:
- Jura und Randen
- Östliches Mittelland
- Westliches Mittelland
- Hochrhein und Genferseeregion (Région lémanique)
- Voralpen
- Nordalpen
- Östliche Zentralalpen
- Westliche Zentralalpen
- Südalpen
- Südlicher Tessin

Die Zuteilung erfolgt auf Gemeindeebene. Da es sich um eine Gliederung zu statistischen Zwecken handelt, wurde keine feinere Gliederung vorgenommen.